# 东安路站
东安路站位于中华人民共和国上海市徐汇区零陵路与东安路交叉口，是上海地铁4号线和7号线的地铁换乘站，两线共用站厅，其中4号线位于地下二层，7号线位于地下三层，均为地下岛式車站，两线可通过站台直接换乘。

## 车站结构
| 地面层   | 出入口             | 1-6出入口                        |  |  |
| 地下一层 | 站厅               | 票务服务、自动售票机、人工服务台 |  |  |
| 地下二层 | ②站台              | █ 4号线 内环（上海体育场）       |  |  |
|          | 岛式站台，左侧开门 |                                  |  |  |
|          | ①站台              | █ 4号线 外环（大木桥路）         |  |  |
| 地下三层 | ③站台              | █ 7号线 往美兰湖（肇嘉浜路）     |  |  |
|          | 岛式站台，左侧开门 |                                  |  |  |
|          | ④站台              | █ 7号线 往花木路（龙华中路）     |  |  |

## 车站出口
东安路站共有6个出入口，各出入口如下所示：
| 出口编号            | 出口指示                   | 照片 |
| ------------------- | -------------------------- | ---- |
| 1 · 出口            | 零陵路，东安路             |      |
| 2 · 出口            | 零陵路，宛平南路，龙华医院 |      |
| 3 · 出口            | 零陵路，宛平南路           |      |
| 4 · 出口            | 东安路                     |      |
| 5 · 出口 · （设有） | 东安路                     |      |
| 6 · 出口            | 东安路，零陵路，肿瘤医院   |      |
| 图例： 设有         |                            |      |

## 公交换乘
41、41（区间）、44、49、50、72、89、104、144、167、171、178大站车、205、218、301、303、326、572、572（区间）、712、733、734、864、932、933、938、隧道二线、隧道八线、大桥六线、大桥六线（区间）、隧道夜宵一线、徐闵夜宵线、万周专线、徐川专线

## 周边
- 宛平南路600号
- 复旦大学附属肿瘤医院
- 上海中医药大学附属龙华医院
- 上海市南洋模范中学